# Фронгофен
Фронгофен (нім. Frohnhofen) — громада в Німеччині, розташована в землі Рейнланд-Пфальц. Входить до складу району Кузель. Складова частина об'єднання громад Шененберг-Кюбельберг.
Площа — 3,86 км2. Населення становить 497 ос. (станом на 31 грудня 2020).